# Juliana Destefano
Juliana Nicole Destefano (* 20. Juli 1995) ist eine US-amerikanische Schauspielerin.

## Leben
Destefano ist italienischer Abstammung. 2009 debütierte sie als Schauspielerin im Kurzfilm Chiaroscuro. 2013 war sie in insgesamt acht Episoden der Fernsehserie Secret Diary of an American Cheerleader als Donna zu sehen. Von 2016 bis 2017 spielte sie in verschiedenen Rollen in der Fernsehserie Porn Soup mit. Sie wirkte auch immer wieder in Kurzfilmen mit. 2017 spielte sie im Musikvideo zum Lied Bad Liar von Selena Gomez mit. 2019 übernahm sie eine der Hauptrollen als Deandra Laird im Fernsehfilm Psycho BFF. Im Folgejahr spielte sie in einer Episode der Fernsehserie Tote Mädchen lügen nicht mit und übernahm Rollen in den B-Movies Shark Season – Angriff aus der Tiefe und Asteroid-a-Geddon – Der Untergang naht.

## Filmografie (Auswahl)
- 2009: Chiaroscuro (Kurzfilm)
- 2013: Secret Diary of an American Cheerleader (Fernsehserie, 8 Episoden)
- 2014: Helen Alone
- 2014–2015: Catfish – Verliebte im Netz (Catfish: The TV Show, Fernsehserie, 2 Episoden)
- 2015: Musical Concierge (Mini-Serie, Episode 1x02)
- 2016: Tosh.0 (Fernsehserie, Episode 8x01)
- 2016: The Nintendo Bragg Report (Fernsehserie)
- 2016: Stalked by My Mother (Fernsehfilm)
- 2016: Logan Paul Vs (Fernsehserie, Episode 1x01)
- 2016: Occupy Canada (Kurzfilm)
- 2016–2017: Porn Soup (Fernsehserie, 11 Episoden, verschiedene Rollen)
- 2017: Acid Test (Kurzfilm)
- 2017: Reality Quest (Kurzfilm)
- 2018: Things THEY Say (Kurzfilm)
- 2018: Turnt (Fernsehserie)
- 2018: CBS Army Navy Tease (Kurzfilm)
- 2019: Pig (Kurzfilm)
- 2019: Grand Hotel (Fernsehserie, Episode 1x07)
- 2019: Smuggling in Suburbia (Fernsehfilm)
- 2019: Psycho BFF (Fernsehfilm)
- 2020: Tote Mädchen lügen nicht (13 Reasons Why, Fernsehserie, Episode 4x04)
- 2020: Shark Season – Angriff aus der Tiefe (Shark Season)
- 2020: After the Reign
- 2020: The Never List
- 2020: Asteroid-a-Geddon – Der Untergang naht (Asteroid-a-Geddon)
- 2021: My True Fairytale
- 2021: Blood Pageant
- 2021: Malicious Motives (Fernsehfilm)
- 2021: Acid Test
- 2022: Deadly Garage Sale
- 2022: Framed by My Sister (Fernsehfilm)
- 2022: What Remains
- 2023: Look Who’s Stalking